# Harland Williams
Harland Michael Williams (ur. 14 listopada 1962 w Toronto, Ontario, Kanada) – kanadyjski aktor.

## Filmografia

### aktor
- Głupi i głupszy (1994, Dumb & Dumber) jako State trooper
- Nagi peryskop (1996, Down Periscope) jako "Sonar" Lovacelli
- Rakietą w kosmos (1997, RocketMan) jako Fred Z. Randall
- Fakty i akty (1997, Wag the Dog) jako Pet Wrangler
- Traszka Neda (1997-1998, Ned's Newt) jako Newton (głos)
- Szczęście na smyczy (1998, Dog Park) jako Callum
- Żółtodzioby (1998, Half Baked) jako Kenny Davis
- Superstar (1999) jako Eric Slater
- The Geena Davis Show (2000-2001) jako Alan
- Jak ugryźć 10 milionów (2000, The Whole Nine Yards) jako Oficer Steve
- Synowie Świętego Mikołaja (2001, Santa Claus Brothers) jako Daryl
- Luźny gość (2001, Freddy Got Fingered) jako Darren
- Gary & Mike (2001) jako Mike (głos)
- Więzienie dla świrów (2002, Back by Midnight)
- Fajna z niego babka (2002, Sorority Boys) jako Doofer
- Family Tree (2003) jako Jake
- Młodzi rajdowcy (2003, Kart Racer) jako Zee
- Lucky 13 (2005) jako Bleckman
- Roboty (2005, Robots) jako (głos)
- Dzięki tobie, Winn-Dixie (2005, Because of Winn-Dixie) jako policjant
- Pracownik miesiąca (2006, Employee of the Month) jako Russell
- Hot Tamale (2006) jako Delegat
- Surf School (2006) jako Rip
- Diukowie Hazzardu: Początek (2007) jako Rosco P. Coltrane
- The Haunted World of El Superbeasto (2009) jako Gerard, eksterminator